# Dermanura anderseni
Dermanura anderseni é uma espécie de morcego da família Phyllostomidae. Pode ser encontrada na Colômbia, Brasil, Equador, Peru e Bolívia.

## Biologia e ecologia
É uma das poucas espécies de morcegos que constrói "tendas" de folhas para empoleirar-se. É provavelmente frugívoro.